# La Cuarta Revolución: Energía
La Cuarta Revolución: Energía, también conocido como Die 4. Revolution - Autonomía Energética, es un documental de cine alemán sobre la energía renovable de Carl-A. Fechner, lanzado en el año 2010. Muestra la visión de una sociedad mundial, que vive en un mundo donde la energía se produce al 100% con energías renovables, que muestra una reconstrucción completa de la economía, para alcanzar este objetivo.
La producción de la película duró cuatro años y fue financiada por voluntarios. Las partes de la película se hicieron en 10 países diferentes, mostrando proyectos pioneros existentes en las diferentes culturas: desde la visión del Premio Nobel de la Paz Muhammed Yunus y sus microcréditos, más de las visiones del laureado con el Premio al Sustento Bien Ganado Hermann Scheer de Eurosolar a las empresas que trabajan duro para convertir en realidad todas estas visiones. La película se estrenó en los cines de Alemania el 18 de marzo de 2010 y tuvo su lanzamiento estadounidense en el Festival de Cine Verde San Francisco de marzo de 2011.
En el tráiler alemán de la película, se destacó la revolución en la propiedad capitalista de los recursos energéticos; Hermann Scheer dice que "en lugar de unos pocos propietarios tendremos cientos de miles ..." y que el "suministro de energía recibirá una democratización". La película encarna el pensamiento de Hermann Scheer antes de su repentina muerte en 2010. 